# Sachsen-Weimar
Das Herzogtum Sachsen-Weimar war ein Land des Heiligen Römischen Reiches deutscher Nation auf dem Gebiet des heutigen Bundeslandes Thüringen und wurde von den ernestinischen Wettinern regiert (siehe Ernestinische Herzogtümer). Die Haupt- und Residenzstadt war Weimar. Es entstand bei der Erfurter Teilung 1572. Ab 1741 wurden die Herzogtümer Sachsen-Weimar und Sachsen-Eisenach in Personalunion regiert, bildeten jedoch zwei getrennte Landesteile, bis sie 1809 formell im Herzogtum Sachsen-Weimar-Eisenach (ab 1815 Großherzogtum) vereinigt wurden.

## Geschichte

### Vorgeschichte

#### Weimar vor dem Machtantritt der Wettiner
Die älteste Erwähnung des Ortes Weimar stammt (umstritten) aus dem Jahr 899 oder (sicher) aus dem Jahr 915. Im Jahr 949 traten zum ersten Mal Grafen von Weimar auf, 1062 wird die Grafschaft Weimar mit der benachbarten Grafschaft Orlamünde zur Grafschaft Weimar-Orlamünde vereinigt. 1112 stirbt das Grafengeschlecht Weimar aus, die Grafschaft fällt zunächst an eine Nebenlinie der Askanier, 1140 an deren Hauptlinie unter Albrecht dem Bären. Dessen Sohn Hermann I. gründet nach dem Tode Albrechts 1170 die jüngere Linie der Grafen von Weimar-Orlamünde. Die Askanier können sich bis 1365 halten, als sie im Zuge ihrer Niederlage im Thüringer Grafenkrieg ihre Grafschaft dem Hause Wettin als Lehen auftragen mussten. 1486 sterben die askanischen Grafen schließlich aus, Wettin zieht die Grafschaft als erledigtes Lehen ein, seitdem gehörte die Grafschaft endgültig zum Machtbereich der Wettiner.

#### Weimar unter den Wettinern bis zur Erfurter Teilung
Die Wettiner hatten ihre Machtbasis zunächst in Meißen, denn die Markgrafschaft Meißen gehörte ihnen seit 1088. Von dort aus weiteten sie ihre Machtstellung in Mitteldeutschland aus. Der Erwerb der Landgrafschaft Thüringen 1263 durch Heinrich den Erlauchten stellte einen Meilenstein auf diesem Wege dar. Die Grafschaft Weimar war nur eines der vielen Territorien, die die Wettiner in Mitteldeutschland erwarben, und letztere schenkten dem eher abgelegenen Ort zunächst nicht viel Aufmerksamkeit.
1423 erwarb Markgraf Friedrich IV., der Streitbare von Meißen das Herzogtum Sachsen-Wittenberg in Nachfolge der dort ausgestorbenen askanischen Herzöge. Mit dem Herzogtum verbunden waren die Kurwürde im Heiligen Römischen Reich und das Amt des Erzmarschalls des Reiches. Als vornehmsten Titel übertrugen die Wettiner die Bezeichnung Sachsen zukünftig auf alle ihre Besitzungen; so entstand auch der Name Sachsen-Weimar.
1485 teilten Kurfürst Ernst von Sachsen und sein Bruder Herzog Albrecht III. von Sachsen ihre Besitzungen (Leipziger Teilung). Es entstanden zwei Linien der Wettiner, die bis heute existieren: die Ernestiner, die Nachkommen des Kurfürsten Ernst, und die Albertiner, die Nachkommen Albrecht III. Die Kurwürde und auch Weimar verblieben zunächst bei der älteren Linie, den Ernestinern. Haupt- und Residenzstadt der Ernestiner war zunächst Wittenberg, so dass Weimar weiterhin keine bedeutende Rolle spielte.
1486 wurde Friedrich III., der Weise, ein Sohn Ernsts von Sachsen, Kurfürst. Er förderte die Reformation und schützte Martin Luther, den er zum Professor an seiner Universität in Wittenberg berief. Seitdem waren die Ernestiner die Schutzmacht der Protestanten im Reich und gerieten damit in zunehmendem Gegensatz zu dem katholischen Kaiserhaus der Habsburger.

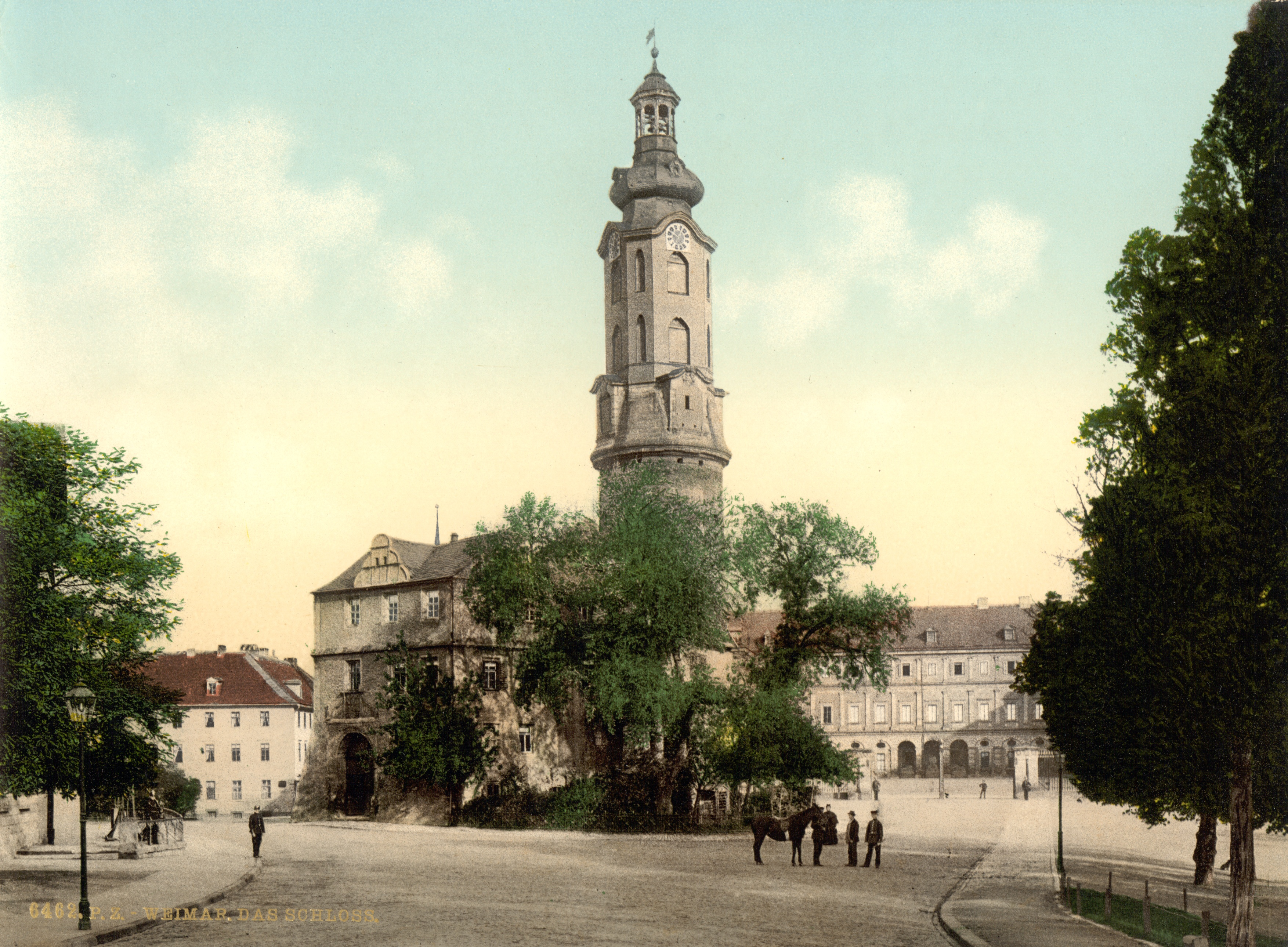
Im 16. Jahrhundert wurde das Weimarer Schloss zum Stammsitz der Ernestiner in Thüringen

Nach dem Tode Friedrich des Weisen folgte ihm 1525 sein jüngerer Bruder Johann der Beständige, 1532 schließlich dessen Sohn Johann Friedrich I. der Großmütige. Unter diesem kam es zur Katastrophe für die Ernestiner. Der Gegensatz zwischen Katholiken und Protestanten im Reich war inzwischen so groß geworden, dass er sich 1546/1547 im Schmalkaldischen Krieg entlud. Der Schmalkaldische Bund, das Bündnis der Protestanten, erlitt am 20. April 1547 in der Schlacht bei Mühlberg eine kriegsentscheidende Niederlage. Johann Friedrich I., der Großmütige, geriet dabei in kaiserliche Gefangenschaft. In der Wittenberger Kapitulation musste er harten Friedensbedingungen zustimmen. Die Ernestiner verloren alle Territorien außerhalb Thüringens. Die Kurwürde wurde auf Herzog Moritz von Sachsen aus der albertinischen Linie übertragen; den Ernestinern blieb nur der Titel eines Herzogs von Sachsen. 1552 wurde Johann Friedrich I. aus der kaiserlichen Gefangenschaft entlassen. Da er durch die Wittenberger Kapitulation auch seine Hauptstadt Wittenberg verloren hatte, macht er Weimar für die letzten Jahre seines Lebens zur Residenz.

### Die Erfurter Teilung
Nach dem Tode Johann Friedrich I. im Jahre 1554 regierten dessen drei Söhne zunächst gemeinsam; ab 1557 übernahm jedoch Joh. Friedrich II. im Rahmen eines Mutschierungsvertrages die alleinige Regierung bis 1565. Anschließend regierte er mit dem verbliebenen Bruder Joh. Wilhelm, was 1566 ein abruptes Ende fand infolge seiner abenteuerlichen Politik, die gegen Kaiser und Reich und auf die Rückgewinnung der Kurwürde und der 1547 verlorenen Gebiete gerichtet war („Grumbachsche Händel“). Der Kaiser verhängte die Reichsacht gegen ihn und beauftragte den Kurfürsten von Sachsen mit der Reichsexekution. Johann Friedrich der Mittlere wurde daraufhin in Gotha belagert und geriet in kaiserliche Gefangenschaft, die er bis zum Ende seines Lebens nicht mehr verlassen konnte.
Johann Friedrichs jüngerer Bruder, Johann Wilhelm, der sich an der Reichsexekution gegen seinen Bruder beteiligt hatte, erhielt zunächst die alleinige Herrschaft. Seinem Bruder waren aller Lehensbesitz und die Nachfolgerechte seiner Erben im Urteil abgesprochen worden. Auch Johann Wilhelm machte sich jedoch schnell beim Kaiser unbeliebt, als er als General in die Dienste dessen Erzfeindes, des Königs von Frankreich, trat. 1570 verfügte der Kaiser deshalb, dass die beiden Söhne des immer noch gefangenen Johann Friedrich des Mittleren wieder in ihre Erbrechte eingesetzt wurden. Johann Wilhelm musste einer Teilung seiner Gebiete zustimmen. An seine beiden Neffen gingen die abgetrennten Gebiete Sachsen-Coburg und Sachsen-Eisenach, Johann Wilhelm behielt Weimar. Dieser als Erfurter Teilung bezeichnete Vertrag wurde 1572 rechtskräftig. Seit dieser Teilung, der noch viele andere folgen sollten, die in Thüringen schließlich einen Flickenteppich kleinerer und kleinster Staaten entstehen ließen, gab es immer mindestens zwei ernestinische Staaten. Seit der Erfurter Teilung spricht man deshalb vom Herzogtum Sachsen-Weimar.

### Weitere Landesteilung, das Herzogtum bis zum Beginn des Dreißigjährigen Krieges
Durch die Erfurter Teilung wurde der Besitz Johann Wilhelms auf ein unbedeutendes kleines Territorium (vgl. Operettenstaat, Duodezfürstentum) reduziert. Der Herzog starb verbittert im Jahre 1573. Da bei seinem Tode seine beiden Kinder noch minderjährig waren, wurde das Herzogtum zunächst von einer Regentschaft verwaltet, die Kurfürst August I. von Sachsen führte. 1586 bestieg Johann Wilhelms ältester Sohn Friedrich Wilhelm I. den herzoglichen Thron. Er regierte seit 1591 auch das Kurfürstentum Sachsen als Regent, da dort ebenfalls nur ein minderjähriger Thronfolger vorhanden war. Er hielt sich deshalb die meiste Zeit im wesentlich bedeutenderen Kurfürstentum auf und hinterließ im Herzogtum Sachsen-Weimar kaum bemerkenswerte Impulse. 1601 endet seine Regentschaft im Kurfürstentum. Friedrich Wilhelm I. kehrte nach Weimar zurück, starb jedoch schon im folgenden Jahr.
Im Herzogtum folgte ihm sein jüngerer Bruder Johann. Die Söhne des verstorbenen Friedrich Wilhelm I. verlangten von Johann ihren Erbteil, womit es 1603 erneut zur Landesteilung kam. Das Herzogtum Sachsen-Altenburg wurde von Weimar abgetrennt und den Söhnen Friedrich Wilhelm I. übergeben. Johann war mit Dorothea Maria, einer geborenen Prinzessin von Anhalt, verheiratet; mit dieser hatte er zwölf Kinder.
Johann starb 1605. Da alle seine Kinder zu diesem Zeitpunkt noch minderjährig waren, wurde wiederum eine Regentschaft eingesetzt, die erneut durch den Kurfürsten von Sachsen geführt wurde. Sein ältester Sohn musste um sein Erbe kämpfen, bevor er regierender Herzog wurde. Das kommt sogar auf Prägungen der Achtbrüdertalern von 1612 bis 1616 in einem Chronogramm zum Ausdruck. Im Jahr 1615 übernahm dann Johanns ältester Sohn Johann Ernst I., der Jüngere, die Herrschaft.

Sachsen-Weimar (um 1680)

### Das Herzogtum im Dreißigjährigen Krieg, die Söhne Herzog Johanns.

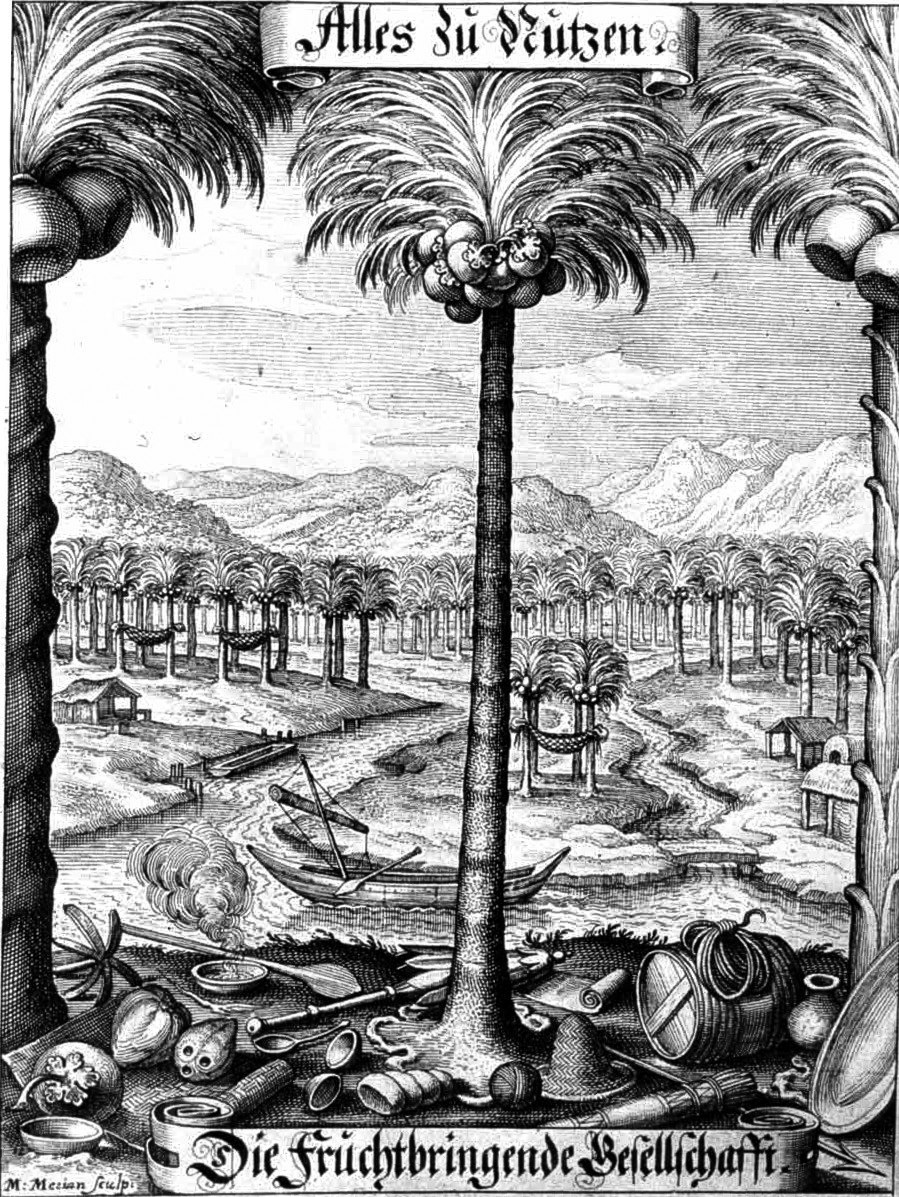
Die Fruchtbringende Gesellschaft

1617 starb die Herzoginnenmutter Dorothea Maria. Bei ihrer Beerdigung wurde von Johann Ernst dem Jüngeren, seinen Brüdern Wilhelm und Friedrich, seinem Onkel dem Fürsten von Anhalt-Köthen die Fruchtbringende Gesellschaft gegründet, die sich bald zur führenden literarischen Gesellschaft des deutschen Barock entwickelte. Das Herzogtum begann zum ersten Mal auf kulturellem Gebiet in Deutschland eine wichtige Rolle zu spielen.
Die finanziellen Probleme seines Landes gedachte Johann Ernst der Jüngere durch die Verpflichtung eines „Goldmachers“ (vgl. Alchemie) zu lösen, dessen Experimente führte zwar nicht zur Umwandlung von gewöhnlichem Metall in Gold, hatte aber zur Folge, dass 1618 das herzogliche Schloss in Weimar bis auf die Grundmauern abbrannte. Zwar begann Johann Ernst sofort mit dem Wiederaufbau, seine finanziellen Probleme und der im gleichen Jahr beginnende Dreißigjährige Krieg führten allerdings dazu, dass das Schloss noch lange Zeit eine Ruine blieb.
Nach Kriegsbeginn unterstützte Johann Ernst mit Eifer die protestantische Sache. Er gehörte zu den Heerführern des „Winterkönigs“ Friedrich V. von der Pfalz und teilte dessen Niederlage in der Schlacht am Weißen Berg (8. November 1620). Da sich Johann Ernst nach der Schlacht weigerte, sich dem Kaiser zu unterwerfen, trat er als Herzog von Sachsen-Weimar zurück, um nicht den Zorn des Kaisers gegen sein Land zu lenken. Johann Ernst blieb protestantischer Heerführer, nahm noch an verschiedenen Schlachten des Krieges teil, und starb schließlich 1626.
Im Herzogtum übernahmen die jüngeren Brüder die Regentschaft, und deren ältester bestieg schließlich nach dem Tode Johann Ernsts 1626 als Wilhelm IV. den herzoglichen Thron. Auch dieser engagierte sich zunächst auf protestantischer Seite im Dreißigjährigen Krieg, wurde 1631 schwedischer Generalstatthalter von Thüringen und 1632 Generalleutnant der schwedischen Armee, das zweithöchste Amt in der Armee nach dem König. Wilhelms Hoffnungen, durch den Krieg sein Territorium zu vergrößern, erfüllten sich jedoch nicht, zudem geriet er nach dem Tode des schwedischen Königs Gustav II. Adolf in zunehmenden Gegensatz zu dessen Kanzler Oxenstierna, der nach dem Tode des Königs die Leitung der schwedischen Politik übernahm. 1635 trat er deshalb dem Prager Frieden zwischen dem Kaiser und Kursachsen bei; der Dreißigjährige Krieg war damit für das Herzogtum Sachsen-Weimar beendet.

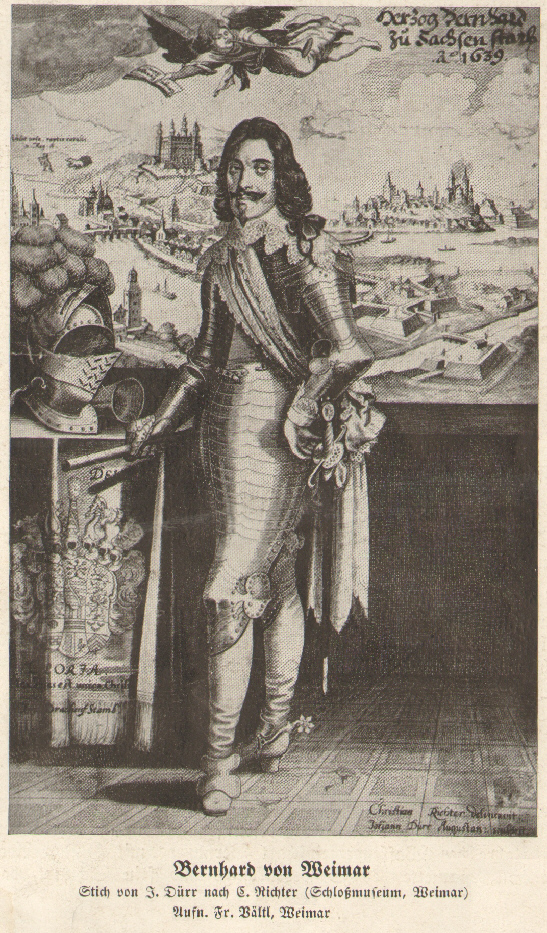
Herzog Bernhard von Sachsen-Weimar

Der Dreißigjährige Krieg hatte für Sachsen-Weimar, wie für so viele andere deutsche Länder auch, katastrophale Folgen. Zwar blieb die Hauptstadt Weimar von Kriegshandlungen weitgehend verschont, da sie abgelegen von den großen Heerstraßen lag und sich die Söldnerarmeen deshalb kaum dorthin verirrten. Dies führte allerdings dazu, dass viele Menschen nach Weimar flohen. Zeitweise beherbergte die Stadt mehr Flüchtlinge als Einheimische. Die Überbevölkerung führte zu Pestepidemien (so z. B. im Jahr 1635). Die ländlichen Gebiete des Herzogtums wurden dagegen stark durch Kriegshandlungen in Mitleidenschaft gezogen. Nach dem Ende des Krieges ließ der Herzog 1642 eine „Landesvisitation“ (eine Art Volkszählung) durchführen, die das ganze Ausmaß der Schäden offenbarte. Die Hälfte aller Wohnungen und fast der ganze Viehbestand waren zerstört, zwei Drittel der landwirtschaftlich genutzten Fläche lagen brach.
Nach dem Ende des Krieges ging der Herzog planmäßig an den Wiederaufbau seines Landes. Bereits 1633 hatte er mit der „Kammerordnung“ die Verwaltung des Herzogtums reformiert. 1647 erließ er ein herzogliches Patent, dass jedem, der einen durch den Krieg verwüsteten Bauernhof wiederaufbaute und bewirtschaftete, eine zweijährige Steuerfreiheit gewährte. Den Wiederaufbau des Weimarer Schlosses konnte er beenden. Auf kulturellem Gebiet leistete er Großes. 1650 wurde er Oberhaupt der Fruchtbringenden Gesellschaft, die von Köthen nach Weimar umzog.
Von seinen weiteren Brüdern wurde vor allem Bernhard von Weimar bekannt, einer der größten Heerführer auf protestantischer Seite während des Dreißigjährigen Krieges.

### Territoriale Veränderungen des Herzogtums
Während dieser Zeit kam es zu bedeutenden territorialen Veränderungen. 1638 waren die Herzöge von Sachsen-Coburg-Eisenach ausgestorben. Ihr Gebiet wurde zwischen Weimar und Sachsen-Altenburg geteilt, zwei Drittel fielen an das Herzogtum Sachsen-Weimar. Das so vergrößerte Herzogtum wurde allerdings fast sofort wieder erneut geteilt. Wilhelm hatte zunächst seine jüngeren Brüder an der Regierung des Herzogtums beteiligen wollen, doch um sich von dieser Verpflichtung zu befreien, wurden 1640 für diese die Herzogtümer Sachsen-Eisenach und Sachsen-Gotha abgeteilt. Sein Bruder Albrecht von Sachsen-Eisenach starb allerdings bereits 1644 ohne Nachkommen, und das Herzogtum Sachsen-Eisenach wurde daraufhin zwischen Weimar und Gotha geteilt, so dass die Hälfte wieder an Weimar zurückfiel.
1583 waren die Grafen von Henneberg-Schleusingen ausgestorben. Da sich Ernestiner und Albertiner nicht über die Erbschaft einigen konnten, wurde die Grafschaft Henneberg zunächst gemeinsam verwaltet. Diese gemeinsame Verwaltung wurde 1660 aufgelöst und der im Kahlaer Teilungsvertrag von 1554 vereinbarte weimarische Anteil der ehemaligen Grafschaft (d. h. die Ämter Kaltennordheim und Ilmenau) daraufhin mit dem Herzogtum vereinigt.

### Niedergang des Herzogtums bis zum Anfall von Eisenach
Herzog Wilhelm IV. starb 1662. Sein ältester Sohn Johann Ernst II. folgte ihm als Herzog. Johann Ernst II. gehört nicht zu bedeutenderen Herrscherpersönlichkeiten auf dem Weimarer Thron. Er war eigentlich nur für seine Jagdleidenschaft bekannt, die Regierung überließ er zum großen Teil seinem Kanzler. Auch die kulturellen Aktivitäten seines Vaters setzte er nicht fort. Der Schlossbau wurde eingestellt, die Hofkapelle wurde entlassen, und die Fruchtbringende Gesellschaft zog nach Halle um.
1672 kam es erneut zu territorialen Veränderungen im Herzogtum. In diesem Jahr starb die ältere Linie der Herzöge von Sachsen-Altenburg aus (welches 1602 aus Sachsen-Weimar hervorgegangen war). Sachsen-Altenburg wurde zwischen Weimar und Gotha aufgeteilt, wobei Sachsen-Weimar ein Viertel, Sachsen-Gotha drei Viertel erhielt. Da sich Sachsen-Weimar somit geringfügig vergrößerte, ergab sich die Möglichkeit einer neuen Landesteilung zwischen Herzog Johann Ernst II. und seinen Brüdern, und diese Teilung wurde auch sofort durchgeführt. Eisenach und Jena wurden von Weimar abgeteilt und den beiden Brüdern übergeben, womit die Herzogtümer Sachsen-Jena (bis 1690) und Sachsen-Eisenach (bis 1741) entstanden. Da auch noch das aus der Teilung von 1640 hervorgegangene Sachsen-Gotha existierte, bestanden somit wieder vier ernestinische Herzogtümer in Thüringen.
Herzog Johann Ernst II. starb 1683, und seine beiden Söhne Johann Ernst III. und Wilhelm Ernst folgten ihm gemeinschaftlich als Herzöge. Johann Ernst III. ging als Trinker und Raufbold in die Geschichte ein, der einmal seinen eigenen Kanzler bei einem Wutanfall aus dem Fenster warf. Er wurde deshalb bald von seinem Bruder entmachtet. Obwohl offiziell bis zu seinem Tode regierender Herzog, wurde die weimarische Politik immer mehr von Herzog Wilhelm Ernst bestimmt. Dieser war geprägt von einem strengen Luthertum und einer bigotten Frömmigkeit. Er knüpfte an die kulturellen Leistungen seines Großvaters an, errichtete das Jagdschloss Ettersburg, gründete die Hofkapelle neu und ließ eine Opernbühne anlegen. Johann Sebastian Bach war zeitweise Hoforganist an seinem Hof; von diesem trennte er sich allerdings später im Streit.
1690 starb die Linie der Herzöge von Sachsen-Jena aus, und Teile des kleinen Herzogtums fielen daraufhin an Sachsen-Weimar zurück. Als Johann Ernst III. im Jahre 1707 starb, machte Wilhelm Ernst dessen Sohn Ernst August I. zu seinem Mitherzog, ohne diesen jedoch wirklich an der Regierung zu beteiligen. Da Wilhelm Ernst kinderlos starb, trat Ernst August 1728 seine Nachfolge an.
Ernst August I., der letzte Herzog von Sachsen-Weimar, und zugleich der erste Herzog von Sachsen-Weimar-Eisenach, ruinierte das Land finanziell völlig. Er unterhielt eine für die finanziellen Möglichkeiten des kleinen Landes völlig überdimensionierte Armee, gab Unsummen für seine Bauwerke aus (u. a. Schloss Belvedere und das Rokokoschloss in Dornburg), war der Jagdleidenschaft verfallen und nannte über 1000 Hunde und 370 Pferde sein Eigen. Nachdem seine Frau früh verstorben war, hatte er mehrere Geliebte gleichzeitig. Politisch versuchte er in Sachsen-Weimar den Absolutismus einzuführen und geriet deshalb in Gegensatz zu den Landständen, denen er ihre verbrieften Mitbestimmungsrechte streitig machte. 1741 starb die Linie der Herzöge von Sachsen-Eisenach aus, und dieses Herzogtum fiel damit erneut, diesmal dauerhaft, an Sachsen-Weimar. Ernst August I., nun Herzog von Sachsen-Weimar-Eisenach, führte für seine Familie das Prinzip der Primogenitur ein. Somit wurden weitere Landesteilungen vermieden.
Ernst August I. starb 1748 und wurde von seinem Sohn Ernst August II. Konstantin beerbt.
Mit der weiteren Geschichte des Landes beschäftigt sich der Artikel über das Herzogtum, später Großherzogtum Sachsen-Weimar-Eisenach.

## Herrscherliste
siehe Liste der Herzöge von Sachsen-Weimar.